# Glock 43

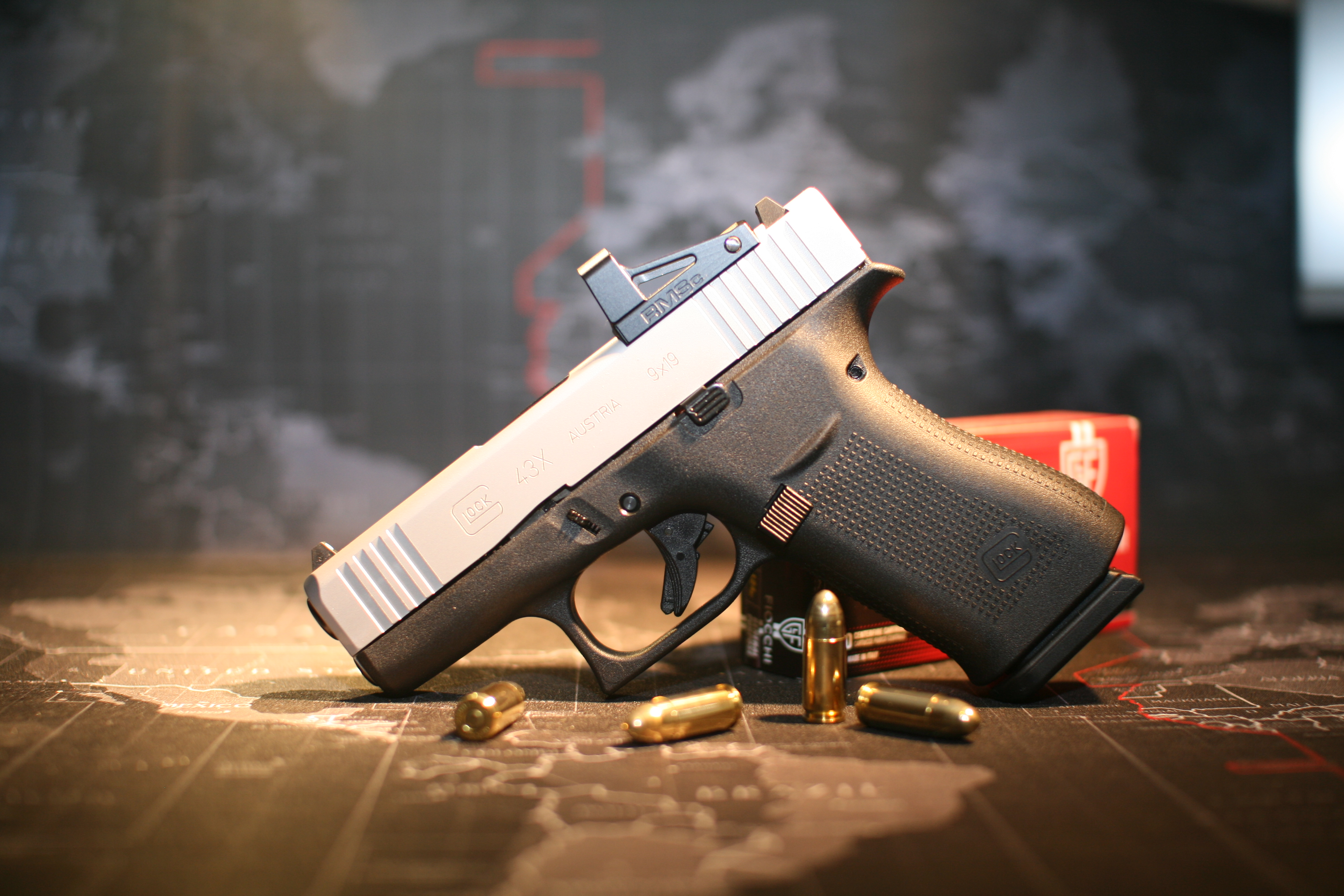
Glock 43X mit Rotpunkt-Visier

Die Glock 43 ist eine halbautomatische Pistole im Kaliber 9 × 19 mm. Wie bei der Glock 26 handelt es sich um eine Sub-Compact Pistole, die durch ihre kompakte Bauweise auch zum verdeckten Tragen (Concealed Carry) geeignet ist. Im Gegensatz zur Glock 26 ist das Magazin der Glock 43 aber einreihig (single stack).
Die Variante Glock 43X hat eine Magazinkapazität von 10 Patronen.